# San Pedro Seadogs
El San Pedro Seadogs es un equipo de fútbol profesional que juega en la  Liga Premier de Belice que es la primera división de Belice organizada por la Federación de Fútbol de Belice.
El equipo se encuentra en San Pedro y su estadio es el Estadio de Ambergris.

## Jugadores Históricos del Club
- Mario Sikonga
- Orlando Pinelo
- Oliver Hendericks